# Liste der Baudenkmale in Binz
In der Liste der Baudenkmale in Binz sind die Baudenkmale des Ostseebades Binz (Landkreis Vorpommern-Rügen) und seiner Ortsteile aufgelistet. Grundlage ist die Veröffentlichung der Denkmalliste des Landkreises Vorpommern-Rügen, Auszug aus der Kreisdenkmalliste vom August 2015.

## Legende
In den Spalten befinden sich folgende Informationen:
- ID-Nr: Die Nummer wird von den Denkmalämtern der Landkreise vergeben. Wenn sie nicht bekannt ist, bleibt die Spalte leer. In dieser Spalte kann sich zusätzlich das Wort Wikidata befinden, der entsprechende Link führt zu Angaben zu diesem Denkmal bei Wikidata.
- Lage: die Adresse des Denkmales und die geographischen Koordinaten.
Link zu einem Kartenansichtstool, um Koordinaten zu setzen. In der Kartenansicht sind Denkmale ohne Koordinaten mit einem roten bzw. orangen Marker dargestellt und können in der Karte gesetzt werden. Denkmale ohne Bild sind mit einem blauen bzw. roten Marker gekennzeichnet, Denkmale mit Bild mit einem grünen bzw. orangen Marker.
- Bezeichnung: Bezeichnung, so wie sie in den offiziellen Listen der Denkmalämter steht. Ein Link hinter der Bezeichnung führt zum Wikipedia-Artikel über das Denkmal. Wenn die Bezeichnung der Denkmalämter inhaltlich fehlerhaft ist, ist in der Spalte „Beschreibung“ darauf hinzuweisen.
- Beschreibung: Beschreibung des Denkmales
- Bild: ein Bild des Denkmales und gegebenenfalls einen Link zu weiteren Fotos des Denkmals im Medienarchiv Wikimedia Commons

## Binz
| ID             | Lage                                                            | Bezeichnung                                                | Beschreibung | Bild                                      |
| -------------- | --------------------------------------------------------------- | ---------------------------------------------------------- | --- | ----------------------------------------- |
| 00862 Wikidata | an einem Waldweg von Binz zur Kreuzeiche in der Granitz (Karte) | Grabmal „Finnischer Krieger“                               | Grabstätte eines 1806 oder 1807 verstorbenen finnischen Soldaten | Grabmal „Finnischer Krieger“              |
| 00144 Wikidata | Bahnhofstraße 1a (Karte)                                        | Dorfkirche Binz                                            | | Weitere Bilder                            |
| 00121 Wikidata | Bahnhofstraße 40 (Karte)                                        | Wohnhaus „Haus Karin“                                      | | Weitere Bilder                            |
| 00122 Wikidata | Bahnhofstraße 54, 56 (Karte)                                    | Bahnhof, Stationsgebäude der Kleinbahn                     | | Bahnhof, Stationsgebäude der Kleinbahn    |
| 00123 Wikidata | Dollahner Straße (Karte)                                        | Buswartehaus                                               | Der Entwurf des Buswartehauses stammt von Ulrich Müther. | Weitere Bilder                            |
| 00124 Wikidata | Dünenstraße 1 (Karte)                                           | Pension Haus „Frithjof“                                    | | Pension Haus „Frithjof“                   |
| 00125 Wikidata | Dünenstraße 3 (Karte)                                           | Pension Villa „Hoffnung“                                   | | Weitere Bilder                            |
| 00126 Wikidata | Dünenstraße 4 (Karte)                                           | Pension Haus „Hans“                                        | | Weitere Bilder                            |
| 00127 Wikidata | Elisenstraße 1 (Karte)                                          | Pension Haus „Waldrose“                                    | | Weitere Bilder                            |
| 00128 Wikidata | Elisenstraße 2 (Karte)                                          | Pension Haus „Koeffler“                                    | | Weitere Bilder                            |
| 00136 Wikidata | Hauptstraße (Karte)                                             | Normaluhr                                                  | | Normaluhr                                 |
| 00131 Wikidata | Hauptstraße 10 (Karte)                                          | Pension Haus „Elisenhof“                                   | | Pension Haus „Elisenhof“                  |
| 00132 Wikidata | Hauptstraße 16 (Karte)                                          | Haus „Neander“                                             | Die vorgebaute Jugendstil-Veranda aus Stahl wurde 1903 in Stettin gefertigt.                                                                                        | Weitere Bilder                            |
| 00133 Wikidata | Hauptstraße 18 (Karte)                                          | Pension „Villa Vesta“                                      | | Pension „Villa Vesta“                     |
| 00134 Wikidata | Hauptstraße 19 (Karte)                                          | Haus „Zobler“                                              | | Weitere Bilder                            |
| 00847 Wikidata | Hauptstraße 22 (Karte)                                          | Saalanbau des Hotels „Goldener Löwe“                       | | Weitere Bilder                            |
| 00129 Wikidata | Hauptstraße 4 (Karte)                                           | Pension Haus „Charlotte“                                   | | Pension Haus „Charlotte“                  |
| 00130 Wikidata | Hauptstraße 9 (Karte)                                           | Pension Haus „Borussia“                                    | | Weitere Bilder                            |
| 00137 Wikidata | Heinrich-Heine-Straße 3 (Karte)                                 | Villa „Aesculap“                                           | | Villa „Aesculap“                          |
| 00138 Wikidata | Heinrich-Heine-Straße 7 (Karte)                                 | Warmbad                                                    | | Weitere Bilder                            |
| 00139 Wikidata | Heinrich-Heine-Straße 8 (Karte)                                 | Pension Villa „Malepartus“                                 | | Weitere Bilder                            |
| 00140 Wikidata | Heinrich-Heine-Straße 10 (Karte)                                | Wohnhaus „Gaebel“                                          | | Wohnhaus „Gaebel“                         |
| 00142 Wikidata | Jasmunder Straße 3 (Karte)                                      | Pension „Getreuer Eckart“                                  | | Weitere Bilder                            |
| 00145 Wikidata | Klünderberg 4 (Karte)                                           | Pension Haus „Wilhelmshöhe“                                | | Weitere Bilder                            |
| 00146 Wikidata | Klünderberg 8 (Karte)                                           | Haus „Krakow“                                              | | Weitere Bilder                            |
| 00150 Wikidata | Lottumstraße 23 (Karte)                                         | Pension „Concordia“                                        | | Pension „Concordia“                       |
| 00148 Wikidata | Lottumstraße 3/3a (Karte)                                       | Pension Haus „Lottum“                                      | | Weitere Bilder                            |
| 00151 Wikidata | Margaretenstraße 8 (Karte)                                      | Wohnhaus, Haus „Wasserhuhn“ (Holzhaus)                     | | Wohnhaus, Haus „Wasserhuhn“ (Holzhaus)    |
| 00153 Wikidata | Margaretenstraße 19 (Karte)                                     | Pension „Villa Meeresgruß“                                 | | Pension „Villa Meeresgruß“                |
| 00154 Wikidata | Marienstraße 3 (Karte)                                          | Aparthotel „Villa Osada“                                   | | Weitere Bilder                            |
| 00155 Wikidata | Marienstraße 5 (Karte)                                          | Pension Villa „Glückauf“                                   | | Pension Villa „Glückauf“                  |
| 00156 Wikidata | Paulstraße 2 (Karte)                                            | Wohnhaus „Haus Mignon“                                     | | Weitere Bilder                            |
| 00157 Wikidata | Pestalozzistraße 1, 1a (Karte)                                  | Villa „Gertrud“                                            | | Weitere Bilder                            |
| 00160 Wikidata | Putbuser Straße 11 (Karte)                                      | Villa Kohtz (Holzhaus)                                     | | Weitere Bilder                            |
| 00161 Wikidata | Putbuser Straße 13 (Karte)                                      | Pension Villa „Ahlbeck“                                    | | Weitere Bilder                            |
| 00162 Wikidata | Putbuser Straße 14 (Karte)                                      | Pension „Villa Eden“                                       | | Pension „Villa Eden“                      |
| 00163 Wikidata | Putbuser Straße 19 (Karte)                                      | Pension „Haus am Park“ bzw. Haus „Oestereich“              | | Weitere Bilder                            |
| 00164 Wikidata | Putbuser Straße 27 (Karte)                                      | Wohnhaus Villa „Marie“                                     | | Weitere Bilder                            |
| 00159 Wikidata | Putbuser Straße 5 (Karte)                                       | Pension „Haus Diekmann“                                    | | Weitere Bilder                            |
| 00167 Wikidata | Schillerstraße 11 (Karte)                                       | Pension „Metropol“                                         | | Pension „Metropol“                        |
| 00168 Wikidata | Schillerstraße 14 (Karte)                                       | Pension Haus „Liliput“ (Holzhaus)                          | | Weitere Bilder                            |
| 00169 Wikidata | Schillerstraße 15 (Karte)                                       | Pension „Hotel Merkur“                                     | | Pension „Hotel Merkur“                    |
| 00165 Wikidata | Schillerstraße 2 (Karte)                                        | Hotel „Haus Möwe“                                          | | Weitere Bilder                            |
| 00848 Wikidata | Schillerstraße 6 (Karte)                                        | Pension Haus „Carita“                                      | | Weitere Bilder                            |
| 00166 Wikidata | Schillerstraße 9 (Karte)                                        | Hotel „Deutsche Flagge“                                    | | Weitere Bilder                            |
| 00867 Wikidata | Strandpromenade (Karte)                                         | Rettungsstation am Strand, Mütherschalenbau                | Die Rettungsstation wurde im Jahr 1968 von Ulrich Müther errichtet und 2004 von Ulrich Müther saniert. Heute wird sie als Trauraum des Standesamts Binz genutzt.    | Weitere Bilder                            |
| 00171 Wikidata | Strandpromenade 10 (Karte)                                      | Hotel „Seenixe“                                            | | Hotel „Seenixe“                           |
| 00172 Wikidata | Strandpromenade 11 (Karte)                                      | Pension „Sirene“                                           | | Weitere Bilder                            |
| 00173 Wikidata | Strandpromenade 14 (Karte)                                      | Pension „Haiserose“                                        | | Weitere Bilder                            |
| 00174 Wikidata | Strandpromenade 15 (Karte)                                      | Haus „Quisisana“                                           | | Weitere Bilder                            |
| 00175 Wikidata | Strandpromenade 16 (Karte)                                      | Pension Villa „Glückspilz“                                 | | Weitere Bilder                            |
| 00176 Wikidata | Strandpromenade 20 (Karte)                                      | Pension Haus „Imperial“                                    | | Pension Haus „Imperial“                   |
| 00177 Wikidata | Strandpromenade 23 (Karte)                                      | Pension „Dünenhaus“                                        | | Weitere Bilder                            |
| 00178 Wikidata | Strandpromenade 27, 28 (Karte)                                  | Hotel (Kurhaus) mit Saalanbau                              | Das Haus wurde 1907–1908 nach Entwurf des Berliner Architekten Otto Spalding erbaut und wird heute als Hotel genutzt.                                               | Weitere Bilder                            |
| 00179 Wikidata | Strandpromenade 30 (Karte)                                      | Villa „Undine“ (Holzhaus)                                  | sogenanntes Wolgasthaus, 1885 errichtet als eines der ersten Fertighäuser der Welt                                                                                  | Weitere Bilder                            |
| 00180 Wikidata | Strandpromenade 31 (Karte)                                      | Pension „Villa Ruscha“                                     | | Weitere Bilder                            |
| 00181 Wikidata | Strandpromenade 32, 32b (Karte)                                 | Haus „Silberfisch“ / Haus „Weißes Rössel“                  | Architekt: Otto Spalding (Berlin); 1906 veröffentlicht (mit fotografischen Abbildungen) unter der Bezeichnung Doppelhaus „Zum goldenen Fisch“ / „Zum weißen Rössel“ | Haus „Silberfisch“ / Haus „Weißes Rössel“ |
| 00182 Wikidata | Strandpromenade 32a (Karte)                                     | Wohnhaus „Drei Rosen“                                      | eigenes Sommerhaus des Berliner Architekten Otto Spalding | Weitere Bilder                            |
| 00183 Wikidata | Strandpromenade 33 (Karte)                                      | Hotel „Lissek“                                             | Das Gebäude beherbergt nun das Strandhotel Binz und das Fischrestaurant Fischmarkt.                                                                                 | Hotel „Lissek“                            |
| 00184 Wikidata | Strandpromenade 37 (Karte)                                      | Pension „Strandburg“ bzw. Appartementhaus Belvedere I + II | | Weitere Bilder                            |
| 00185 Wikidata | Strandpromenade 39 (Karte)                                      | Pension Villa „Seestern“                                   | | Weitere Bilder                            |
| 00187 Wikidata | Strandpromenade 49 (Karte)                                      | ehemalige Seenotrettungsstation der DGzRS                  | | ehemalige Seenotrettungsstation der DGzRS |
| 00188 Wikidata | Wylichstraße 5 (Karte)                                          | Pension „Tannenheim“                                       | | Weitere Bilder                            |
| 00190 Wikidata | Zeppelinstraße 4, 8 (Karte)                                     | Hotel „Vier Jahreszeiten“                                  | Das Haus ist aus zwei 1908 und 1910 gebauten Häusern entstanden. | Weitere Bilder                            |
| 00189 Wikidata | Zeppelinstraße 7 (Karte)                                        | Post                                                       | | Weitere Bilder                            |

## Jagdschloss Granitz
| ID             | Lage                          | Bezeichnung                                   | Beschreibung | Bild                              |
| -------------- | ----------------------------- | --------------------------------------------- | --- | --------------------------------- |
| 00809 Wikidata |                               | Forsthaus                                     | |                                   |
| 00313 Wikidata | Am Sportplatz 5 (Karte)       | Torhaus B (Jagdschloss)                       | | Torhaus B (Jagdschloss)           |
| 00313 Wikidata | Blieschow 7 (Karte)           | Torhaus A (Jagdschloss) mit Stall             | Das Torhaus war eins von drei Torhäusern des Jagdschlosses Granitz; es liegt bereits auf dem Gebiet der Gemeinde Lancken-Granitz.                                                                                       | Torhaus A (Jagdschloss) mit Stall |
| 00313 Wikidata | Jagdschloss Granitz (Karte)   | Terrassenanlage (Jagdschloss); „Fürstenblick“ | |                                   |
| 00313 Wikidata | Jagdschloss Granitz 1 (Karte) | Gasthaus (Jagdschloss) ehemals Forsthaus      | | Weitere Bilder                    |
| 00313 Wikidata | Jagdschloss Granitz 3 (Karte) | Jagdschloss                                   | Das Jagdschloss wurde in den Jahren 1838 bis 1846 im Auftrag des Fürsten Wilhelm Malte I. zu Putbus nach Plänen des Berliner Architekten Johann Gottfried Steinmeyer erbaut. Das Gebäude wird heute als Museum genutzt. | Weitere Bilder                    |

## Prora
| ID             | Lage                                                          | Bezeichnung                                                                                                  | Beschreibung | Bild                                                  |
| -------------- | ------------------------------------------------------------- | --- | ------------ | ----------------------------------------------------- |
| 00501 Wikidata |                                                               | Freiflächen von Prora                                                                                        |              |                                                       |
| 00501 Wikidata | (Karte)                                                       | Ehemaliges KdF-Bad als Gesamtanlage                                                                          |              | Weitere Bilder                                        |
| 00894 Wikidata |                                                               | Ehem. Offiziershochschule „Otto Winzer“ – Kontrolldurchlass, Begrenzungsmauer, Fahnenstange und Gedenkstätte |              |                                                       |
| 00500 Wikidata | Forsthaus 1 (Karte)                                           | Forsthaus mit Wirtschaftsgebäude („Schlösschen Prora“)                                                       |              | Weitere Bilder                                        |
| 00501 Wikidata | Mukraner Straße                                               | Bastion nach Block 7 (Baugrube)                                                                              |              |                                                       |
| 00501 Wikidata | Mukraner Straße (Karte)                                       | Block 6 (stellenweise abgerissen)                                                                            |              | Block 6 (stellenweise abgerissen)                     |
| 00501 Wikidata | Mukraner Straße                                               | Bastion zwischen Block 6 und 7 (Ruine)                                                                       |              |                                                       |
| 00501 Wikidata | Mukraner Straße (Karte)                                       | Block 7 |              | Block 7                                               |
| 00501 Wikidata | Mukraner Straße 12 (Karte)                                    | Block 5 |              | Block 5                                               |
| 00501 Wikidata | Mukraner Straße, Nordstraße                                   | Bastion zwischen Festplatz und Block 4 (Ruine, DDR-zeitlich überprägt)                                       |              |                                                       |
| 00501 Wikidata | Nordstraße                                                    | Bastion zwischen Block 4 und 5 (Ruine Erdgeschoss)                                                           |              |                                                       |
| 00501 Wikidata | Nordstraße (Karte)                                            | Bastion zwischen Block 5 und 6 (Ruine mit Park/Kunst)                                                        |              | Bastion zwischen Block 5 und 6 (Ruine mit Park/Kunst) |
| 00501 Wikidata | Nordstraße                                                    | Block 4 |              |                                                       |
| 00501 Wikidata | Nordstraße 25, 26, 27, 28, 29, 30, 31, 32, 33, 34, 35, 36, 37 | Reichsarbeitsdienst-Wohnanlage (RAD) Nord. Gefolgschaftshaus                                                 |              |                                                       |
| 00501 Wikidata | Poststraße 1, 2, 3, 4, 5 (Karte)                              | Östl. Angestelltenwohnhaus                                                                                   |              | Östl. Angestelltenwohnhaus                            |
| 00501 Wikidata | Poststraße 11                                                 | Postgebäude                                                                                                  |              |                                                       |
| 00501 Wikidata | Poststraße 15                                                 | Bauleiter- (Forsthaus) und Hauptwache                                                                        |              |                                                       |
| 00501 Wikidata | Poststraße 27                                                 | Südl. Gemeinschaftshaus mit Empfangshalle und Festsaal                                                       |              |                                                       |
| 00501 Wikidata | Poststraße 6, 7, 8, 9, 10 (Karte)                             | Westl. Angestelltenwohnhaus                                                                                  |              | Westl. Angestelltenwohnhaus                           |
| 00501 Wikidata | Poststraße, Strandstraße                                      | Zentraler Platz                                                                                              |              |                                                       |
| 00501 Wikidata | Strandstraße                                                  | Bastion zwischen Block 0 und 1 (Baugrube)                                                                    |              |                                                       |
| 00501 Wikidata | Strandstraße                                                  | Bastion zwischen Block 1 und 2 (Baugrube)                                                                    |              |                                                       |
| 00501 Wikidata | Strandstraße                                                  | Bastion vor Block 0 (Baugrube)                                                                               |              |                                                       |
| 00501 Wikidata | Strandstraße (Karte)                                          | Block 2 |              | Block 2                                               |
| 00501 Wikidata | Strandstraße                                                  | Block 3 |              | Block 3                                               |
| 00501 Wikidata | Strandstraße (Karte)                                          | Block 2, Haus 1 (Lido)                                                                                       |              | Block 2, Haus 1 (Lido)                                |
| 00501 Wikidata | Strandstraße                                                  | Bastion zwischen Block 2 und 3 (Baugrube)                                                                    |              |                                                       |
| 00501 Wikidata | Strandstraße (Karte)                                          | Block 2, Haus 3 (Flora)                                                                                      |              | Block 2, Haus 3 (Flora)                               |
| 00503 Wikidata | Strandstraße                                                  | Sammelgrabanlage für Kriegstote (Poststraße)                                                                 |              |                                                       |
| 00894 Wikidata | Strandstraße                                                  | Mauer zwischen Block 2 und 3                                                                                 |              |                                                       |
| 00501 Wikidata | Strandstraße 13                                               | Block 0 (nur Fundamente existent)                                                                            |              |                                                       |
| 00501 Wikidata | Strandstraße 16-24                                            | Block 1 |              |                                                       |
| 00501 Wikidata | Strandstraße 32 (Karte)                                       | Block 2, Haus 9 (Avella)                                                                                     |              | Block 2, Haus 9 (Avella)                              |
| 00501 Wikidata | Strandstraße 34                                               | Block 2, Haus 7                                                                                              |              |                                                       |
| 00501 Wikidata | Strandstraße 36                                               | Block 2, Haus 5                                                                                              |              |                                                       |
| 00501 Wikidata | Strandstraße 36                                               | Block 2, Haus 2 (Verando)                                                                                    |              |                                                       |
| 00501 Wikidata | Strandstraße 37 (Karte)                                       | Block 2, Haus 4 (Natura)                                                                                     |              | Block 2, Haus 4 (Natura)                              |
| 00501 Wikidata | Strandstraße Haus 10 (Karte)                                  | Block 2, Haus 10 (Alando)                                                                                    |              | Block 2, Haus 10 (Alando)                             |
| 00501 Wikidata | Strandstraße Haus 6                                           | Block 2, Haus 6                                                                                              |              |                                                       |
| 00501 Wikidata | Strandstraße Haus 6 (Karte)                                   | Block 2, Haus 8 (Avida)                                                                                      |              | Block 2, Haus 8 (Avida)                               |
| 00501 Wikidata | Strandstraße, Poststraße (Karte)                              | Kaianlage |              | Weitere Bilder                                        |
| 00501 Wikidata | Südstraße 18a                                                 | Reichsarbeitsdienst-Wohnungsanlage (RAD) Süd. Gefolgschaftshaus                                              |              |                                                       |
| 00501 Wikidata | Südstraße 18a                                                 | Prora, Gefolgschaftshaus                                                                                     |              |                                                       |
| 00502 Wikidata | Wasserwerk 2                                                  | Ehem. Wasserwerk                                                                                             |              | Ehem. Wasserwerk                                      |

## Quelle
- Denkmalliste des Landkreises Vorpommern-Rügen